# Jim Borst
Jacobus (Jim/ Jaap) Borst MHM (Ursem, 3 augustus 1932 – Srinagar (Kasjmir, India), 5 september 2018) was een Nederlands rooms-katholiek priester-missionaris van de Missionarissen van Mill Hill. 
Borst werd geboren in het gezin van Leonard en Margaret Borst.
Na zijn intrede in de Mill-Hillcongregatie volde hij opleidingen in Hoorn, Tilburg, Roosendaal en Mill Hill (Londen). Op 7 mei 1957 werd hij tot priester gewijd.
In 1963 werd hij uitgezonden naar Kasjmir; waar hij tot zijn overlijden werkzaam was.
- Nederlandse Thesaurus van Auteursnamen: 071830065
- Virtual International Authority File: 290863831
- WorldCat: E39PBJht6FJGFBm8CdMc9W94bd